# Абсалонс борг
Абсалонс борг, (на датски: Absalons borg) е укрепление на остров Слотсхолмен в Копенхаген, намиращо се на мястото на по-късно построения замък Копенхаген и на замъка Кристиансборг. Според хрониста Саксо Граматик замъкът е построен от епископ Абсалон през 1167 г., за да защити нововъзникващия град Копенхаген. Замъкът оцелява 200 години, преди да бъде разрушен през 1369 г. от Ханзейската лига, която го разграбва и унищожава напълно. Замъкът е бил разположен на 13 м надморска високина.
Крепостта е изградена от крепостна стена, които опасват затворен двор с различни сгради, като резиденцията на епископа, параклис и няколко по-малки постройки. Останките от Абсалонс борг могат да бъдат видени днес в разкопките под Кристиансборг.

## История
Според хрониста Саксо Граматик, замъкът Абсалон, който е наричан още замъкът на епископ Абсалон (на датски: Biskop Absalons borg) или „Замъка Абасалон до пристанището“ (на датски: Absalons borg ved havn), е основан през 1167 г. от епископа на Роскилде Абсалон, който получава Копенхаген и околията като подарък от крал Валдемар I Датски.
След смъртта на Абсалон през 1201 г. владението на замъка и града са предадени на епархията на Роскилде. Няколко десетилетия по-късно, въпреки ожесточената борба, избухнала между Короната и Църквата, и за близо 2 века, правото на собственост на замъка и града се запазва.
През 1368 г. замъкът и градът са завладени от коалицията на крал Валдемар IV Датски, Ханзейската лига, Алберт (крал на Швеция), херцога на Мекленбург и графовете на Холщайн. През следващите години замъкът е разрушен, като резултат от мирния договор.
След разрушаването на замъка останките са покрити с мот и бейли, върху които е построен замъкът Копенхаген и по-късно Кристиансборг. Останките са открити и разкопани в периода 1907-1917 г. по време на строителството на Кристиансборг

## Замъкът
Абсалонс борг е бил заобиколен от крепостна стена от варовикови скали от полуостров Стевнс. Запазените останки от крепостната стена днес са изложени в подземния етаж на Кристиансборг, като ясно може да се види и технологията на строителството. От Абсалонс борг за запазени и основите на някои от другите сгради в замъка, както и кладенец. За кладенеца, съдейки по начина на строителството му, се предполага, че е бил част от параклис, разположен в замъка.